# Joseba Etxeberria
Joseba Etxeberria Lizardi (Elgóibar, Guipúzcoa, 5 de septiembre de 1977) es un exfutbolista y entrenador español. Actualmente es el entrenador del Real Murcia, equipo que milita en el Grupo 2 de Primera Federación.
Jugaba como extremo derecho. Se formó en la cantera de la Real Sociedad, con la que debutó en Primera División en enero de 1995. En julio de 1995 fichó por el Athletic Club, que pagó 550 millones de pesetas por un jugador en edad juvenil y que acababa de logar la Bota de Oro en el Mundial sub-20. Se retiró como el tercer jugador con más partidos en el club rojiblanco (514) por detrás de Jose Ángel Iribar (614) y Txetxu Rojo (541).

## Trayectoria

### Como jugador
Joseba Etxeberria comenzó su formación el C. D. Elgoibar a los nueve años. En 1990 se incorporó a la cantera de la Real Sociedad, debutando con la Real Sociedad B en abril de 1994. Con el filial donostiarra disputó 29 partidos marcando 9 goles. Debutó en la Primera División el 29 de enero de 1995 en el partido Real Sociedad 2-0 R. C. D. Espanyol. 
En 1995 fichó, con 17 años, por el Athletic Club por 550 millones de pesetas. El 3 de septiembre debutó con el Athletic Club en la victoria (4-0) ante el Racing de Santander, marcando un gol. En su primer partido tras ser mayor de edad, disputado el 9 de septiembre en el Santiago Bernabeu, marcó el gol del empate en la victoria (1-2) ante el Real Madrid. Acabó su primera temporada dando tres asistencias, en un partido decisivo para obtener la permanencia, ante el Rayo Vallecano. En su segunda temporada tuvo que ser operado del hombro, lo que le mantuvo de baja dos meses. Luis Fernández le colocó como extremo derecho. 
La temporada 1997/98 fue una de las mejores tanto a nivel individual como colectivo. El club disputó la Copa de la UEFA, consiguió el subcampeonato liguero gracias a un gol suyo ante el Real Zaragoza en la última jornada disputada el 15 de mayo y fue el máximo goleador del equipo con trece goles. En la campaña 1998/99 disputó la Liga de Campeones gracias al gol que consiguió en la eliminatoria previa ante el Dinamo Tibilisi (1-0), además dio la asistencia a Julen Guerrero para adelantar al club rojiblanco en Delle Alpi ante la Juventus de Turín. En la temporada 1999/00 volvió a ser el máximo goleador del equipo con doce goles. La temporada 2000/01 estuvo marcada por las lesiones, aunque consiguió los dos goles en la primera victoria en Anoeta (0-2) en un partido disputado el 14 de enero de 2001. En la campaña 2001/02 tuvo que ser operado de pubis, lo que le impidió poder acudir al Mundial de Corea. Para la temporada 2002/03 los problemas de pubis quedaron olvidados, lo que le permitió volver a ser el máximo goleador y obtener su mejor registro goleador, además de anotar dos goles en la victoria (3-0) ante una Real Sociedad que llegaba invicta tras 19 jornadas disputadas. En la etapa de Ernesto Valverde (2003-2005) uno de los momentos más destacados fue la participación en la Copa de la UEFA 2004/05 donde obtuvieron una histórica victoria (1-7) ante el Standard de Lieja y la disputa de las semifinales de Copa del Rey ante el Betis.
Las temporadas 2005/06 y 2006/07 fueron muy complicadas debido a la mala situación del club, que estuvo a punto de descender. Además, las lesiones volvieron a aparecer, lo que le impidió tener continuidad. Con la llegada de Joaquín Caparrós, el jugador fue perdiendo el puesto en el once titular con el paso de los meses, si bien consiguió jugar la final de la Copa del Rey en 2009, que acabó con derrota (1-4) ante el FC Barcelona. En el último año de su trayectoria deportiva, la temporada 2009/10, decidió no cobrar salario alguno como agradecimiento a sus años en el club. Como la ley no permite renunciar a un salario en un empleo legal, Joseba lo donó íntegramente a la Fundación Athletic, lo que en la práctica suponía devolver el dinero al club.  El 15 de mayo jugó su último partido en San Mamés, ante el Deportivo de la Coruña, con victoria del Athletic (2-0).
Se retiró con 514 partidos disputados y 104 goles en quince temporadas. Tras su retirada del fútbol activo, encaminó su carrera deportiva a los banquillos, convirtiéndose, así, en entrenador.

### Como entrenador
Su carrera como técnico se inició en el Cadete A del Athletic Club en la temporada 2012-13. En las dos temporadas siguientes progresó por ambos equipos juveniles, logrando la segunda posición en ambos conjuntos. En 2015 se incorporó al personal técnico del primer equipo del Athletic Club dirigido por Ernesto Valverde. En la temporada 2016-17 dirigió al segundo filial del club rojiblanco, el CD Basconia, al que dejó 10.º clasificado con 48 puntos en Tercera División.
Comenzó la temporada 2017/18 dirigiendo durante 24 jornadas a la SD Amorebieta, en Segunda División B, sumando 30 puntos.
El 5 de febrero de 2018 se incorporó al CD Tenerife de Segunda División, que llevaba 30 puntos en 25 jornadas. Logró cuatro victorias y un empate en sus primeros cinco partidos al frente del club tinerfeño, convirtiéndose así en el mejor entrenador debutante en la historia del club. Fue cesado en la jornada 5 de la temporada 2018/19 tras sumar tres empates en los primeros cinco partidos de liga.
El 28 de mayo de 2019 firmó un contrato de dos temporadas como entrenador del Bilbao Athletic. En su primera campaña, finalizada antes de tiempo por la pandemia del coronavirus, acabó en tercera posición siendo el equipo más goleador de la categoría con 55 tantos en 28 partidos. En el primer partido del play-off de ascenso a Segunda División fue eliminado en la tanda de penaltis ante el CD Badajoz (1-1). En su segunda temporada volvió a clasificar al equipo para los play-off de ascenso, aunque fue eliminado en la prórroga de la final ante el Burgos CF. El 26 de mayo de 2021 decidió no continuar al frente del filial, a pesar de que tenía la opción de prorrogar una temporada más su contrato.
El 14 de febrero de 2022 se convirtió en nuevo entrenador del CD Mirandés de LaLiga SmartBank. Tras permanecer hasta junio de 2023 en el cuadro de Miranda, firmó por la SD Eibar en junio de 2023.En febrero de 2025, fue destituido de su cargo tras una serie de malos resultados.
El 3 de julio de 2025 el Real Murcia confirma su contratación como entrenador para la temporada 2025-2026.

## Selección nacional

### Categorías inferiores
Fue bota de oro del Mundial Sub-20 de 1995 con siete goles, con apenas 17 años. Fue internacional sub-21 entre 1996 y 1997 en tres ocasiones.

### Selección absoluta
Ha sido internacional con la selección española en 53 ocasiones, marcando 12 goles. Su debut como internacional fue el 19 de noviembre de 1997 en el partido España 1-1 Rumanía donde marcó gol.
También ha disputado 11 partidos internacionales de carácter amistoso con la selección de fútbol del País Vasco.

### Participaciones en Copas del Mundo
| Mundial                        | Sede    | Resultado    |
| ------------------------------ | ------- | ------------ |
| Copa Mundial de Fútbol de 1998 | Francia | Primera fase |

### Participaciones en Eurocopas
| Eurocopa      | Sede                   | Resultado        |
| ------------- | ---------------------- | ---------------- |
| Eurocopa 2000 | Bélgica y Países Bajos | Cuartos de final |
| Eurocopa 2004 | Portugal               | Primera fase     |

## Estadísticas como jugador
Actualizado el 15 de junio de 2010.
| Club                   | Temporada     | Div.          | Liga  | Liga  | Copa  | Copa  | UEFA  | UEFA  | Champ. | Champ. | Otras | Otras | Total | Total |
| Club                   | Temporada     | Div.          | Part. | Goles | Part. | Goles | Part. | Goles | Part.  | Goles  | Part. | Goles | Part. | Goles |
| ---------------------- | ------------- | ------------- | ----- | ----- | ----- | ----- | ----- | ----- | ------ | ------ | ----- | ----- | ----- | ----- |
| Real Sociedad · España | 1.ª           | 1994/95       | 7     | 2     | 1     | 0     | -     | -     | -      | -      | -     | -     | 8     | 2     |
| Real Sociedad · España | Total club    | Total club    | 7     | 2     | 1     | 0     | 0     | 0     | 0      | 0      | 0     | 0     | 8     | 2     |
| Athletic Club · España | 1.ª           | 1995/96       | 33    | 7     | 6     | 3     | -     | -     | -      | -      | -     | -     | 39    | 10    |
| Athletic Club · España | 1.ª           | 1996/97       | 35    | 6     | 1     | 0     | -     | -     | -      | -      | -     | -     | 36    | 6     |
| Athletic Club · España | 1.ª           | 1997/98       | 36    | 11    | 4     | 2     | 3     | 0     | -      | -      | -     | -     | 43    | 13    |
| Athletic Club · España | 1.ª           | 1998/99       | 36    | 5     | 2     | 1     | -     | -     | 8      | 2      | -     | -     | 46    | 8     |
| Athletic Club · España | 1.ª           | 1999/2000     | 35    | 10    | 2     | 2     | -     | -     | -      | -      | -     | -     | 37    | 12    |
| Athletic Club · España | 1.ª           | 2000/01       | 28    | 5     | 3     | 0     | -     | -     | -      | -      | -     | -     | 31    | 5     |
| Athletic Club · España | 1.ª           | 2001/02       | 31    | 8     | 6     | 1     | -     | -     | -      | -      | -     | -     | 37    | 9     |
| Athletic Club · España | 1.ª           | 2002/03       | 33    | 14    | -     | -     | -     | -     | -      | -      | -     | -     | 33    | 14    |
| Athletic Club · España | 1.ª           | 2003/04       | 34    | 6     | 1     | 0     | -     | -     | -      | -      | -     | -     | 35    | 6     |
| Athletic Club · España | 1.ª           | 2004/05       | 33    | 3     | 7     | 1     | 8     | 2     | -      | -      | -     | -     | 48    | 6     |
| Athletic Club · España | 1.ª           | 2005/06       | 29    | 4     | 2     | 0     | -     | -     | -      | -      | -     | -     | 31    | 4     |
| Athletic Club · España | 1.ª           | 2006/07       | 28    | 3     | 2     | 0     | -     | -     | -      | -      | -     | -     | 30    | 3     |
| Athletic Club · España | 1.ª           | 2007/08       | 25    | 4     | -     | -     | -     | -     | -      | -      | -     | -     | 25    | 4     |
| Athletic Club · España | 1.ª           | 2008/09       | 22    | 2     | 3     | 0     | -     | -     | -      | -      | -     | -     | 25    | 2     |
| Athletic Club · España | 1.ª           | 2009/10       | 7     | 0     | 2     | 0     | 7     | 2     | -      | -      | 2     | 0     | 18    | 2     |
| Athletic Club · España | Total club    | Total club    | 445   | 88    | 41    | 10    | 18    | 4     | 8      | 2      | 2     | 0     | 514   | 104   |
| Total carrera          | Total carrera | Total carrera | 452   | 90    | 42    | 10    | 18    | 4     | 8      | 2      | 2     | 0     | 522   | 106   |

## Clubes como entrenador
| Club             | País   | Categoría          | Año       |
| ---------------- | ------ | ------------------ | --------- |
| C. D. Basconia   | España | Tercera División   | 2016-2017 |
| S. D. Amorebieta | España | Segunda División B | 2017-2018 |
| C. D. Tenerife   | España | Segunda División   | 2018      |
| Bilbao Athletic  | España | Segunda División B | 2019-2021 |
| C. D. Mirandés   | España | Segunda División   | 2022-2023 |
| S. D. Eibar      | España | Segunda División   | 2023-2025 |
| Real Murcia      | España | Primera Federación | 2025-     |

## Palmarés

### Torneos nacionales
- Subcampeonato de la Primera División de España (1): 1998.
- Subcampeonato de la Copa del Rey (1): 2009.
- Subcampeonato de la Supercopa de España (1): 2009.

### Distinciones individuales
| Distinción                                      | Año  |
| ----------------------------------------------- | ---- |
| Bota de Oro de la Copa Mundial de Fútbol Sub-20 | 1995 |

## Filmografía
- Documental ETB, (2010), Joseba Etxeberria: el último canto del gallo en YouTube.